# 大谷岩太郎
大谷 岩太郎（おおたに いわたろう、元治元年8月26日（1864年9月26日） - 昭和25年（1950年）10月10日）は、旭川市の実業家、政治家。#大谷酒造株式会社の創業者。新潟県出身。真宗大谷派旭川別院檀家総代。旭川村（現旭川市）への鉄道誘致、日本放送協会北海道放送局開設、百貨店丸井今井旭川支店にも深く携わった。1928年（昭和3年）6月紺綬褒章。

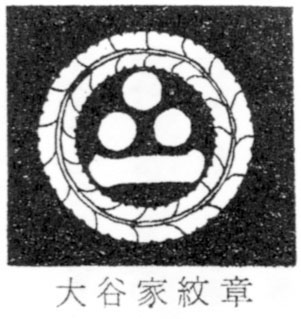
大谷家紋章

## 経歴・政歴
- 1864年（元治元年）-　8月26日越後三条（新潟県三条市）椎谷の郷にて椎谷藩士 大谷吉忠長男として生まれる。
- 1869年（明治2年） - 戸籍改編に寄り士族に列する。
- 1872年（明治5年） - 今井藤七が札幌丸井今井呉服店の開業。
- 1877年（明治10年） - この頃和人最初の旭川定住者鈴木亀蔵が忠別太(いまの亀吉周辺)に定住し、アイヌと交易を始めたという。
- 1881年（明治14年） - 5月小樽内有幌海岸へ上陸。18歳 9月15日札幌丸井今井商店へ入店。奉公時代。
- 1890年（明治23年）-　27歳、2月丸井札幌退店。5月宮川町猪俣万作妹タミと結婚。9月15日忠別太 曙町 番外地 土橋近くに移住、呉服荒物店を開業。旭川商業高校の先のあたりだという。札幌から汽車で幌内太に着き、市来知で一泊、そこから馬で空知太（現在の滝川）に一泊、再び馬で音江法華、神居古潭を経て忠別太に着いた。同年9月20日 上川郡旭川村誕生。
- 1892年（明治25年）-　旭川村1条通1丁目26(「ほ通」1丁目右10、吊橋(現在の忠別橋）通）へ本籍地を移転
- 1895年（明治28年）-　旭川村総代人に当選就任。鉄道誘致。
- 1896年（明治29年）-  「1条8丁目左2」、「2条8丁目右1」に鉄道開通に合わせ店舗を進出する考えで用地を確保していたが、旭川に進出を計画する丸井今井が用地の譲渡を要求、札幌丸井退店時の誓約により、譲渡せざるを得なかった。
- 1897年（明治30年）-　丸井旭川支店開設。
- 1898年（明治31年）-　35歳。1月 丸井今井支店開業につき、自身の呉服荒物屋事業を廃業、丸井今井へ再勤。4条2丁目で丸井今井の事業と被らない酒造業の準備をしていたが、丸井今井から共同経営を持ちかけられる。しかし酒造ではなく味噌・醤油醸造に変更せよと方針を変更される。今井醤油醸造所が開設し、岩太郎が支配人となる。5月上川倉庫株式会社創設、取締役。旭川衛生組長拝命（道告示、上川支庁告諭）。6月上川支庁より旭川市街道路改修調査委員に嘱託。上川魚菜市場創立、監査役。滝川～旭川間鉄道が開通。
- 1899年（明治32年）-　9月丸井醸造所開業につき支配人。同時に4の2へ転居。この年、丸井今井合名会社に改組。翌年10月札幌から大日本帝国陸軍第七師団司令部が旭川に移駐。
- 1902年（明治35年）-　旭川町会議員に当選就任。7月上川税務署管内所得税調査委員補欠に当選。
- 1903年（明治36年）-　6月上川神社氏子総代に挙げられる。12月町会議員辞任。
- 1908年（明治41年）-　2月丸井今井醸造所満期退任。5月 4条8丁目右10に転居。旭川町会議員に当選、学務委員、常務委員兼務。上川税務署所得税調査委員に就任。9月町長選挙辞退。
- 1909年（明治42年）-　9月旭川町勧業委員に選任。6条6丁目の下村正之助の酒造場を買収して大谷酒造店を創業。支配人となったのちに独立し酒造場を創業。
- 1911年（明治44年）-　48歳。9月皇太子行啓に際し金子一封下賜。10月旭川町火災予防組合第九部長選任（昭和5年まで20ヶ年）
- 1915年（大正4年) -  全国酒類共進会で大谷酒造店の旭正宗が見事優等賞を獲得する。旭正宗が道産酒の名前を一躍高めた。
- 1916年（大正5年）-　53歳。1月日本赤十字社特別社員。5月大谷派旭川別院檀家総代に挙げられ終生就任。9月旭川物産共進会にて「旭正宗」一等賞受賞。この歳札幌丸井今井デパート竣工。
- 1917年（大正6年）-　10月旭川新潟県人会発会、会長。
- 1918年（大正7年）-　55歳。6月旭川草分会創設会長。9月旭川大谷商事株式会社創立取締役。12月日本赤十字社佩有功章授与。
- 1919年（大正8年）-　7月帝国水難救済会名誉会員。9月区公園委員嘱託。旭川火災予防組合併合副組合長。旭川商業会議所議員選挙委員嘱託。上川市場株式会社取締役に就任。
- 1920年（大正9年）-　4月旭川商工会議所特別議員。丸井今井改組にあたり今井醸造所取締役、今井商店、同藤武良商店監査役。7月内閣辞令　国勢調査委員拝命。9月旭川開市30年にあたり開拓功労者として表彰。真宗大谷派本山会計評議員に選任。10月旭遠線分岐期成会幹事。
- 1921年（大正10年）-　3月旭川区教育事業費寄付に銀盃一個下賜（賞勲局）
- 1922年（大正11年）-　1月株式会社北海道銀行（旧）取締役就任。5月財団法人旭川保護会理事に選任。上川市場、大印青果市場を合併取締役に就任。店舗新築。
- 1923年（大正12年）-　5月庁立旭川中学校父兄会創立、会長。11月日章小学校へ図書寄附し道長官褒状。
- 1924年（大正13年）-　4月椎谷墓碑完成入仏式大法要を営む。高浜町へ慈善事業資金及び学校拡張費寄附。日本赤十字社北海道支部商議員委嘱。上川市場旭川盛有株式会社（6条6丁目）を合併旭川市場株式会社を設立取締役に就任。
- 1925年（大正14年）-　5月旭川市是調査委員委嘱。9月県社上川神社氏子総代に選任され以後重任。12月上川税務署管内相続税審査委員委嘱。
- 1926年（大正15年／昭和元年）-　新潟県神職会刈羽郡支部長より木杯一組（賞勲局）。日本海員救済会へ寄附及び日赤支部病院風致木寄附により褒状（道長官）。
- 1927年（昭和2年）-　7月札幌市に北海道放送局開設に当り社団法人日本放送協会北海道支部理事就任（昭和9年まで重任）。高浜町へ教育基金として13,500円寄附。上川神社造営会より感謝状。旭川市へ市道一反二畝六歩寄附により褒状（賞勲局）。
- 1928年（昭和3年）-　65歳、4月旭川市史編輯委員委嘱。6月紺綬褒章下賜。8月真宗大谷派旭川別院臨時制度調査委員選任。11月御大札地方饗饌を賜り、大札記念章を授与。この歳、済生会への寄附に寄り褒状（賞勲局）財団法人旭川保護会により感謝状銀盃を贈られる。軍人援護事業資金寄附に寄り褒状（道長官）。
- 1929年（昭和4年）-　関東大震災義捐に寄り褒状（賞勲局）。メップ岳今金鉱山を所有。
- 1930年（昭和5年）-　5月真宗大谷派旭川別院参議会議員に選任。
- 1931年（昭和6年）-　7月恩賜財団済生会より黄色有功会員章贈与。9月鮮満、中国視察。
- 1932年（昭和7年）-　帝国在郷軍人会旭川西分会寄付に寄り褒状（賞勲局）
- 1933年（昭和8年）-　十勝岳爆発災害義捐に寄り褒状（賞勲局）
- 1934年（昭和9年）-　6月札幌放送局改組に当り社団法人日本放送協会評議員に選任。2月旭川司法保護常務委員拝命副会長就任。旭川地方裁判所金銭調停委員委託。
- 1935年（昭和10年）-　旭川中学工作室建設費寄附に寄り褒状（道長官）上川神社神燈建設費仝上（道長官）道神職会より表彰。
- 1937年（昭和12年）-　11月旭川市銃後後援会顧問に推薦。恤兵品として旭正宗百樽を陸軍へ献納。旭川市へ警備費寄附により褒状（道長官）北海道神職会上川支部及上川神社より表彰。旭川市商工会議所より感謝状。11月札幌丸井今井百貨店新館落成。
- 1938年（昭和13年）-　2月旭川市功労者表彰規定に寄り表彰（旭川市）。8月男爵岩村通俊卿銅像建設会理事委嘱。11月大谷派旭川別院維持財団理事長就任。県社上川神社参道改修寄附により褒状（賞勲局）
- 1939年（昭和14年）-　1月大谷派本山壱等功労章授与。旭川防空兵器献納会長に推され率先1万円を寄附。2月旭川司法保護委員会副会長並参与。8月多年の功績により銀盃一組下賜（司法大臣）。11月旭川地方裁判所人事調停委員任命。この年、工場協会旭川支部より銀盃一個を贈られる。旭川師団酒井部隊長より感謝状。上川神社氏子総代四期勤続に付き感謝状。
- 1940年（昭和15年）-　1月大谷派本山特殊八等功労章授与。5月椎谷経塔竣工につき大法要を営む。11月紀元2600年式典に当り東京にて賜饗。この年、全日本司法保護事業大会長より功労章授与。旭川刑務所施設寄附に寄り木盃授与（札幌刑務所長）。その他感謝状（陸軍大臣、帝国教育会、彌彦神社等）。
- 1941年（昭和16年）-　1月北海道酒類販売株式会社創立。監査役に就任。この年、帝国水難救済会二等有功章拝授。大日本防空協会北海道支部より褒状（賞勲局）。道樺昭徳会、旭川警察署庁舎新築基金及び北海道護国神社改修へ金品を寄附。
- 1942年（昭和17年）-　3月保護観察所保護司職務嘱託（奏任官待遇）。札幌保護観察所長より表彰。日章国民学校より感謝状。司法保護協会より感謝状並びに木盃の授与。
- 1944年（昭和19年）-　6月企業整備令により、複数あった旭川の酒造業者に合同命令が下され、旭川酒類工業株式会社に合併される。大谷家を代表し東策氏が常務に就任。大谷酒造は旭川酒類工業の第四工場となり、東策氏は常務と第四工場長を兼務。
- 1945年（昭和20年）-　10月大谷派本山特殊七等功労章授与。
- 1949年（昭和24年）-　10月旭川酒類工業株式会社より分離独立し旭川銘醸株式会社創立。取締社長 大谷東策氏、常務取締役 大谷正衛氏。
- 1950年（昭和25年）-　8月旭川市開基60年記念式典開拓功労者として表彰。10月9日大谷派本山総講頭格に列す。大谷派本山特殊六等功労章授与。10月10日、旭川本宅死去。

## 大谷酒造株式会社

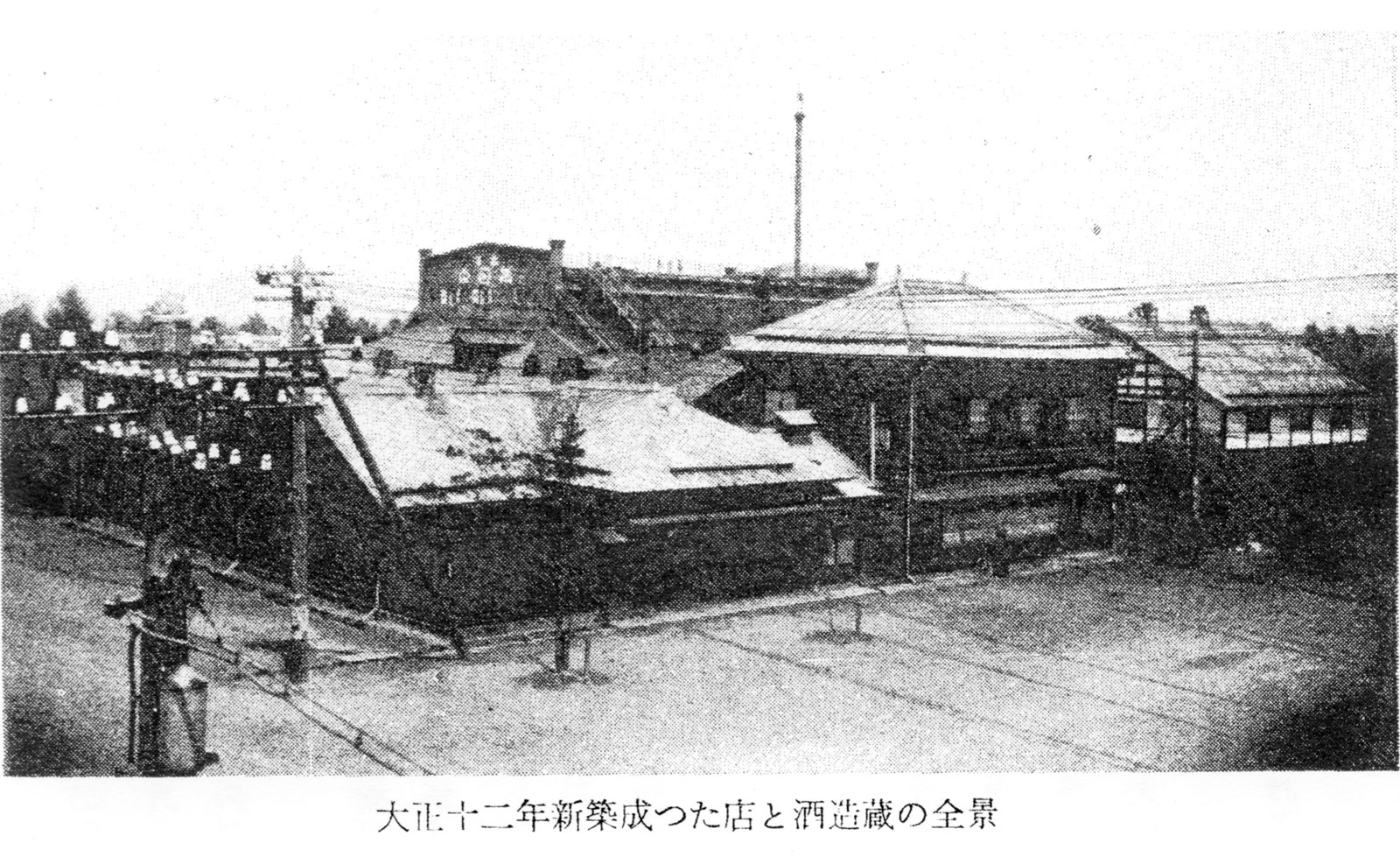
大谷酒造株式会社

現在の旭川市6条6丁目にあった酒造会社。 明治42年下村正之助の酒造場を買収し創業、43年度から生産を始め、同年の造石高 672 石、44年 1,051 石を生産して千石蔵に仲間入りした。
代表的な銘柄は、旭正宗・旭自慢 
昭和19年企業整備令により、旭川酒類工業会社に合併され、第四工場として稼働。昭和24年旭川銘醸株式会社の名で旭川酒類工業株式会社から分離。岩太郎の死後、昭和27年12月 旭川銘醸株式会社から大谷酒造株式会社として復元。昭和45年廃業。大谷酒造のあった6条6丁目は、現在旭川中央郵便局となっている。

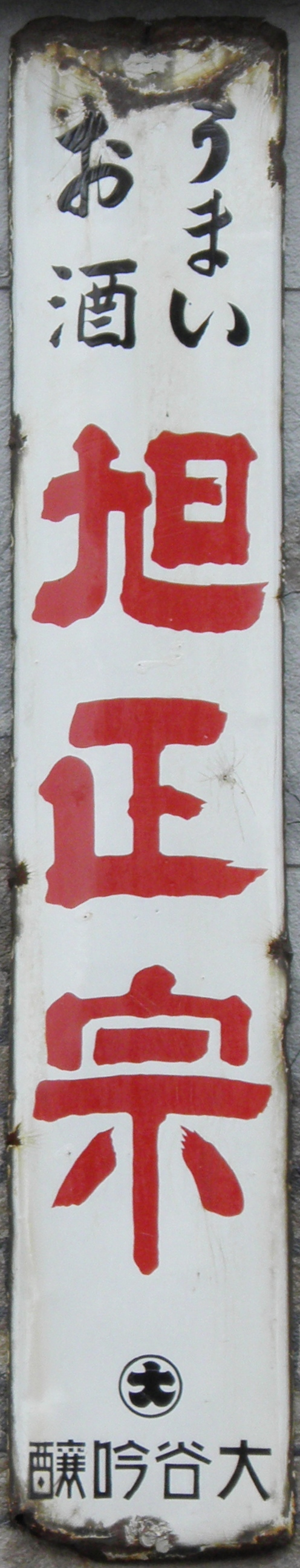
旭正宗の看板

## エピソード
大谷がやって来た1890年（明治23年) ころまでの旭川地方は全くの無警察時代で、新開地にありがちな酔漢が暴れる、土方や人夫がごろつく、脱獄囚の押し入りなど日々物騒な事件が続いた。
新開地の旭川にもこれらの子分が入り込んで互いに鎬を削る外、土工等との間にも色々な問題を起こし、中には店に酒を借りにゆき、賃さないと主人を張り倒したり、飲食店に入っては他の客に喧嘩を吹きかけて飲み代を取ったり、始末におえなかった。
1891年（明治24年) のある日、大谷方に一人の無頼漢がやってきて座り込み、ゆすりを始めたが、相手にならぬのを怒って大声を上げてわめきたて突然火鉢をひっくり返してしまった。大谷はこれに逆らわず静かに宥めて帰したが、直ぐにその無頼漢の親分を訪ね幾らかの金を包んで懇談したところ、親分は恐縮して子分達を固く戒めたという。

## 生家
柏崎から出雲崎へ通ずる海岸線に沿った街道から少し入った稲荷丘という小高い一角に在る、椎谷藩主堀明季公の館(椎谷陣屋)の後方に在った。
椎谷藩邸跡にある石碑の裏には、発起人として岩太郎の名が刻まれている。
先祖は、刑部少輔吉隆の孫越前の敦賀より池の浦に移り来り、大谷半兵衛から分れ、徳川幕政の初期椎谷の藩祖堀直政公が豊臣、徳川の雌雄を決した慶長、元の両役に於ける戦功に依って、椎谷に封ぜらるに当り堀家に従属し和て椎谷に定住した。
大谷の祖々父を大谷岩右衛門(大谷吉診)といい、代官として相当な権勢を誇った。